# Pseudocallulops
Pseudocallulops is een geslacht van kikkers uit de familie smalbekkikkers (Microhylidae). De groep werd voor het eerst wetenschappelijk beschreven door Rainer Günther in 2009.
Er zijn drie soorten inclusief de pas in 2016 beschreven soort Pseudocallulops foja. Alle soorten komen voor in Azië en komen endemisch voor in Nieuw-Guinea .

## Taxonomie
Geslacht Pseudocallulops
- Soort Pseudocallulops eurydactylus
- Soort Pseudocallulops foja
- Soort Pseudocallulops pullifer

Aphantophryne · 
Asterophrys · 
Austrochaperina · 
Barygenys · 
Callulops · 
Choerophryne · 
Cophixalus · 
Copiula · 
Gastrophrynoides · 
Genyophryne · 
Hylophorbus · 
Liophryne · 
Mantophryne · 
Metamagnusia · 
Oninia · 
Oreophryne · 
Oxydactyla · 
Paedophryne · 
Pseudocallulops · 
Sphenophryne · 
Xenorhina